# Richard Lange (Uhrmacher)
Richard Lange (* 17. Dezember 1845 in Dresden; † 29. Oktober 1932 in Oberlößnitz) war ein Uhrmacher, Erfinder und Unternehmer.

## Leben und Wirken
Lange wurde als zweitältestes Kind und ältester Sohn des Uhrmachers Ferdinand Adolph Lange geboren. Nach einer Ausbildung bei seinem Vater und weiteren Uhrmachern besuchte er auch die Königliche Werkmeisterschule in Chemnitz.
Im Jahr 1868 trat er als Mitinhaber in das väterliche Uhrmacherunternehmen ein, das ab da unter der Firmierung A. Lange & Söhne auftrat. Drei Jahre später gesellte sich auch sein jüngerer Bruder Emil Lange dazu. Mit dem Tod des Vaters 1875 übernahmen Richard und Emil die Führung des Unternehmens, bis Richard sich 1887 aus gesundheitlichen Gründen aus der Leitungsfunktion zurückziehen musste.
Zwischen 1890 und 1909 übernahm Lange den Aufsichtsratsvorsitz der Deutschen Uhrmacherschule in Glashütte.

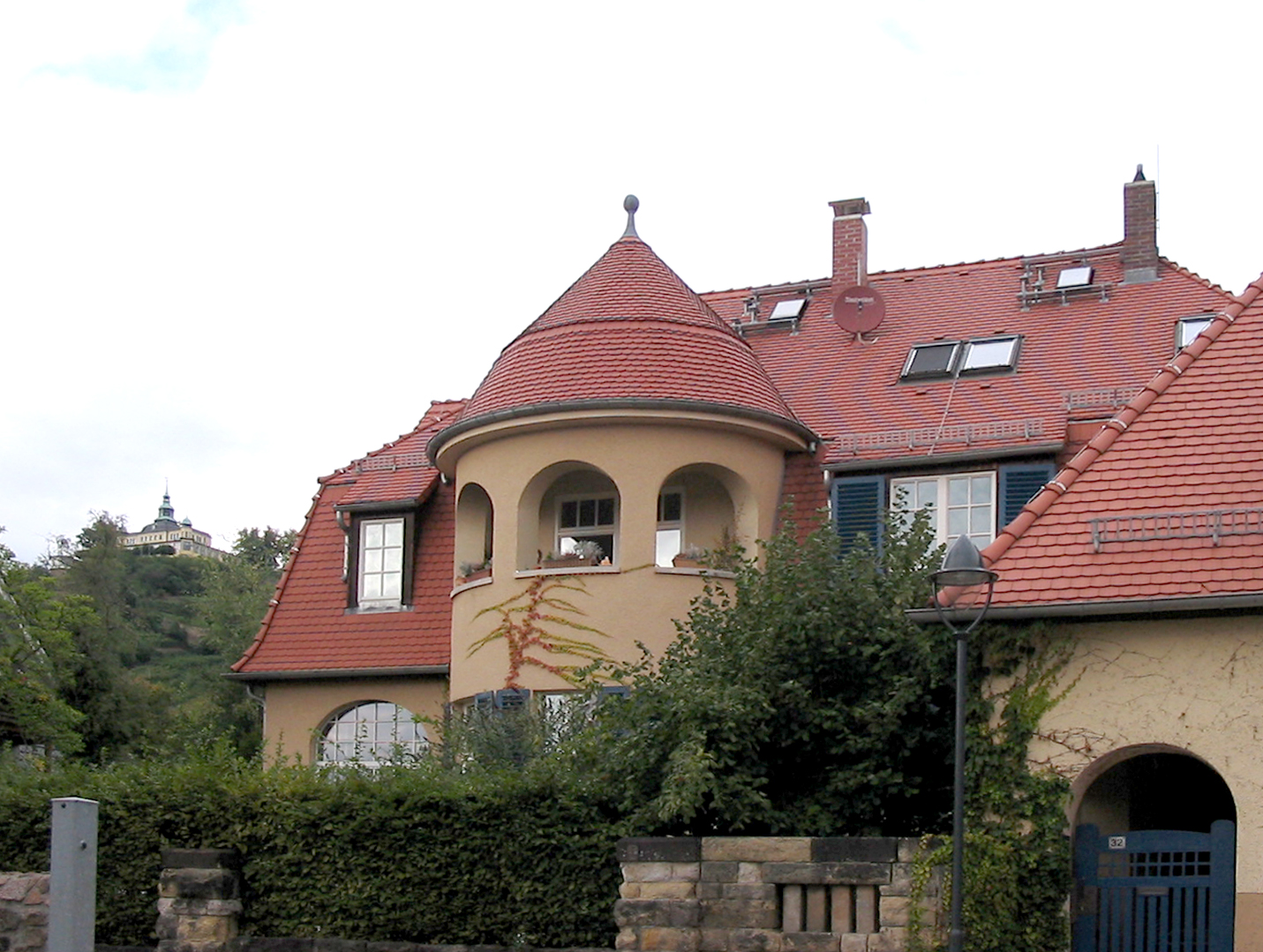
Langes Landhaus in Oberlößnitz

Richard Lange (Paul Alfred Lange), erwarb 1908 (abweichend: 1910) ein Weinbergsanwesen in Oberlößnitz. Zu dem Anwesen gehörten ein Weinberg und eine Gärtnerei. Im September 1908 beantragte Lange den Abriss aller alten Weinbergsgebäude auf seinem Grundstück, um dort einen Neubau nach einem Entwurf des Architekten Paul Ziller errichten zu lassen. Nach einem Gegenentwurf des Landesvereins Sächsischer Heimatschutz erstellte der Architekt der Baufirma Gebrüder Ziller, Max Steinmetz, einen neuen Entwurf, der im Juni 1909 genehmigt wurde. Die Bezugserlaubnis erfolgte im März 1910.
Lange, der das uhrmacherische Talent seines Vaters geerbt hatte, erfand zahlreiche Neuerungen und Verbesserungen für die Lange-Uhren: Er kam so auf insgesamt 27 Patente und Gebrauchsmuster für das Familienunternehmen. Die wohl weitreichendste Entdeckung verbirgt sich hinter dem Patent „Metallegierung für Uhrenfedern“ von 1931. Lange fand heraus, dass sich die Legierungen für Unruhspiralen durch die Beimischung von Beryllium wesentlich verbessern ließen, wodurch er den Weg zur Nivarox-Spirale freimachte, die auch heute noch in den meisten mechanischen Qualitätsuhren verwendet wird.
Lange selbst erlebte den Erfolg letztgenannter Entdeckung nicht mehr, er starb ein gutes Jahr nach der Patenterteilung im Oktober 1932 in Oberlößnitz. Seine Beisetzung fand in Glashütte statt.

## Auszeichnungen
Lange war 1915 Träger des Ritterkreuzes I. Klasse mit Krone des sächsischen Albrechts-Ordens.